# Konrad Hirsch
Konrad Hirsch (Eidskog, 2 de maio de 1902 - 17 de novembro de 1924) foi um futebolista sueco, medalhista olímpico.

## Carreira
Konrad Hirsch fez parte do elenco medalha de bronze, nos Jogos Olímpicos de 1924.

## Ligações Externas
- «Perfil Olímpico»